# رايموند بوند
رايموند بوند (7 سبتمبر 1944 في المملكة المتحدة - ) (بالإنجليزية: Raymond Bond)‏ هو لاعب كريكت بريطاني. لعب مع Buckinghamshire County Cricket Club ‏ والمقاطعات الوطنية للكريكيت الإنجليزي والويلزي ‏.

## وصلات خارجية
- رايموند بوند على موقع إي آس بي آن كريك إنفو (الإنجليزية)